# 東急デハ150形電車
東急デハ150形電車（とうきゅうデハ150がたでんしゃ）は、東京急行電鉄（東急）が同社の軌道路線において運用する目的で、1964年（昭和39年）に導入した路面電車車両である。
導入当初は玉川線において、1969年（昭和44年）の同路線廃止後は世田谷線において運用され、最晩年は世田谷線のみならず東急が保有する旅客用鉄軌道車両としては最後の吊り掛け駆動車となり、世田谷線の車両近代化が完了した2001年（平成13年）3月まで在籍した。

## 導入経緯
玉川線における最後の新形式車両として、1964年（昭和39年）4月にデハ151 - デハ154の4両が東急車輛製造において新製された。同年2月には玉川線を代替する鉄道路線である新玉川線（現・田園都市線の渋谷 - 二子玉川間に相当）の建設工事の起工式が執り行われており、近い将来における玉川線の廃止が確定していた時期ではあったものの、朝夕ラッシュ時の全列車2両編成化に際して不足する車両数を充足するため導入されたものである。
玉川線においては、当時としては非常に先進的な走行性能と車体設計を兼ね備えた超低床構造の連接車デハ200形が1955年（昭和30年）に導入されていたが、デハ150形（以下「本形式」）は保守面などで難が指摘されたデハ200形とは全く異なる、デハ80形以前と同様の2軸ボギー車として設計・製造された。また、主要機器もデハ80形などと同じく吊り掛け駆動の間接非自動制御仕様となり、設計に数多くの新機軸が採用されたデハ200形と比較して保守的な設計思想が取り入れられている。

## 仕様

### 車体
車体長13,320 mm・車体幅2,308 mmの全金属製車体を備える。車体設計に関しては、本形式と同じく東急車輛製造において設計・製造され、当時増備途上にあった鉄道線7000系（初代）で採用された米国・バッド社のオールステンレス構体の製造技法であるショットウェルド法（スポット溶接）を取り入れて製造されたことが特筆される。構体は鉄道線7000系とは異なり、鉄道線5000系（初代）やデハ200形と同じく耐候性高抗張力鋼製ながら側面腰板部にはコルゲートを備え、屋根上のベンチレータ（通風器）にバッド社タイプの強化プラスチック (FRP) 製の台形大型通風器を採用するなど、特徴的な外観を呈した。側面の幕板部と屋根部との境界部分には雨樋が設置されている。車内床面高は軌条面から900 mmとし、デハ80形の床面高1010 mmやデハ70形の同960 mmと比較して低床構造化されている。
前後妻面はデハ200形の流れを汲む2枚窓構造ながら、後退角のない平面的な2面折妻形状となり、900 mm幅の一段窓構造の開閉可能窓を備える。窓上の幕板中央部には太平洋戦争終戦後に導入された玉川線用車両としては初めて行先表示窓を装備した。また、幕板部の左右にはデハ80形やデハ200形と同様、紫色の方向指示灯（マーカーランプ）が設置されている。これは下高井戸方面と二子玉川園方面の両路線が分岐する三軒茶屋駅において列車の運行系統を識別するために設置されたもので、系統別に左右いずれかの指示灯を点灯させるものである。妻面腰板部には鉄道線7000系と同形状のライトケースが左右1基ずつ設置され、ライトケース内には白熱灯式の前照灯と角型の後部標識灯を各1個ずつ備える。また、左右のライトケース間にはステンレス製の細帯（飾り帯）が貼付され、飾り帯直上には車両番号（車番）プレートが設けられている。
側面には850 mm幅の片開客用扉を3箇所設け、デハ80形とは異なり全ての客用扉直下に内蔵型の乗降ステップが設置されている。各客用扉間には戸袋窓を含めて計5枚の側窓が配置され、開閉可能窓については720 mm幅の一段下降窓構造として窓下には保護棒を設置し、戸袋窓は若干狭幅の680 mm幅である。両端の客用扉と妻面との間にも380 mm幅の乗務員用開閉窓を設け、側面窓配置は1 D 5 D 5 D 1（D: 客用扉、各数値は側窓の枚数）である。前述の通り、側面腰板部にはコルゲートを備えているが、このため従来車では窓下腰板部へ設置されていた「T.K.K.」の社名略称標記と車番標記が、本形式では窓上幕板部へ移動している。
車体塗装は従来車と同様、窓下直下を境界として上半分をグリーン・下半分を黄緑がかったクリーム色とした2色塗装が採用された。ただし前面腰板部の塗り分け線については、デハ200形を除く従来車各形式がいわゆる「金太郎の腹掛け」と俗称されるV字形状であったのに対して、本形式独自の国鉄113系電車などと類似した逆台形形状とされた点が異なる。また、前面幕板上部には屋根部のポリ塩化ビニル製屋根布が回り込む形態とされている。
車内はロングシート仕様で、床面の主電動機の直上部には点検蓋（トラップドア）が設けられている。車両定員は100人で、うち座席定員は32人である。車内天井部には送風装置として扇風機を1両あたり4基設置する。
屋根上には前述した台形大型通風器が1両あたり4基設置され、その他菱形パンタグラフを1両あたり1基搭載する。このパンタグラフは台車の心皿中心部（ボギーセンター）よりも若干後位寄りに設置されている。

### 主要機器
前述の通り、走行機器はデハ200形のカルダン駆動・間接自動制御・発電制動併用電磁直通ブレーキ仕様を踏襲せず、デハ80形以前と同様の吊り掛け駆動・間接非自動制御・直通ブレーキ仕様とされた。
主電動機は東洋電機製造TDK-540直流直巻電動機（端子電圧600 V時定格出力60 kW）を採用する。歯車比は4.21 (59:14) で、1両あたり2基、各台車の内側軸（第2・第3軸）に搭載する。
制御装置は同じく東洋電機製造TN-HL電空単位スイッチ式間接非自動制御器を採用する。
台車は東急車輛製造TS-118軸ばね式台車を装着する。同台車は台車枠をプレス鋼溶接構造とし、枕ばねをコイルばねとした、製造当時としては一般的な構造を備えるが、軸受部は古典的な平軸受（プレーンベアリング）仕様である。車輪径は710 mmで、2軸ボギー構造の他形式の810 mmより縮小・低床化されている。
制動装置は連結運転を念頭に直通ブレーキへ非常弁を追加したSME三管式非常直通ブレーキを常用制動とし、手用制動を併設する。
その他補助機器として、小糸製作所M-12A電動発電機（MG・直流100 V・出力1.0 kW）とDH-25電動空気圧縮機（CP・定格吐出量710 L/min）を1両あたり各1基ずつ搭載する。
前後妻面の下部には小型自動連結器を装備する。連結器下部には排障器を備え、妻面下部と床下には連結運転用のジャンパ栓およびブレーキ管を設置する。
集電装置は東洋電機製造PT-52F菱形パンタグラフを採用、前述の通り1両あたり1基、一端の屋根上に搭載する。

## 運用
導入後は単行運用および2両を連結した運用に供されていたが、1967年（昭和42年）6月のダイヤ改正より合理化のため「連結2人のり」制度が導入された際、本形式は同年5月より玉川線における全在籍車両の中で最初に「連結2人のり」対応改造を施工された。車内外の案内標記が「連結2人のり」に対応したものへ改められ、編成先頭となるデハ151・デハ153の前位側（パンタグラフ側）運転台およびデハ152・デハ154の後位側（非パンタグラフ側）運転台には車外にバックミラーを、車内には運賃箱をそれぞれ新設したほか、前面の車番標記の右側へ「連結2人のり」の電照表示器が新設された。後に「連結2人のり」改造を施工された他形式とは異なり、本形式は両運転台構造のまま存置されたが、改造後はデハ151-デハ152およびデハ153-デハ154の組み合わせで編成が事実上固定された。また、連結面となるデハ151・デハ153の後位側運転台およびデハ152・デハ154の前位側運転台にはバックミラー・運賃箱など営業用機器が設置されず、妻面下部の排障器も撤去され、以降それらの運転台が営業運転において用いられる機会は失われた。
1969年（昭和44年）5月の玉川線廃止に際して、デハ200形を含む多くの従来車が全廃となったが、本形式は4両全車がデハ70形やデハ80形の一部とともに残存し、三軒茶屋 - 下高井戸間の支線が分離・独立した世田谷線において継続運用された。その後、1970年（昭和45年）より車体塗装のライトグリーン1色塗装化が施工され、また1974年（昭和49年）9月以降、側面の「T.K.K.」標記が東急の「T」を図案化した現行の社紋に交換された。
落成から20年弱を経過した1983年（昭和58年）から翌1984年（昭和59年）にかけて、全車を対象に車体更新修繕工事が施工された。各車の連結面側の運転台を完全撤去して片運転台構造としたほか、連結面の旧運転台部分の狭幅側窓の埋込撤去、運転台側妻面の「連結2人のり」電照表示器および方向指示灯や片運転台化に伴って不要となったジャンパ栓およびブレーキ管の撤去、外板張り替え、側面雨樋の撤去および各客用扉上部への水切りの新設、屋根部の塗装仕上げ化、側窓保護棒の撤去などが施工された。また、外板張り替えに伴って側面腰板部のコルゲート板がステンレス化され、この部分は無塗装のままとされて外観上のアクセントとなった。細部では従来屋根布が回り込んでいた前面幕板上部が車体全体と同じくライトグリーン塗装仕上げとなり、印象が変化している。この更新修繕工事は車体を長津田車両工場へトレーラー輸送した上で東横車輛電設（現・東急テクノシステム）によって施工され、搬出および搬入は上町駅最寄りの踏切にて行われた。
1985年（昭和60年）には各編成の奇数車（デハ151・デハ153）の補助電源装置をSI-108静止形インバータ（SIV、交流100 V・出力3.5 kVA）に換装した。さらに1990年（平成2年）以降、鉄道線初代3000系列の廃車に際して発生したシールドビーム式の前照灯を流用して従来白熱灯式であった前照灯のシールドビーム化、制御電源の低圧化、保安ブレーキ取付、前面向かって左側の車掌側前面窓の2段窓化、台車軸受の密封コロ軸受（ローラーベアリング）化などが順次施工された。ただし、本形式はデハ70形およびデハ80形において施工された台車・主電動機新造によるカルダン駆動化は施工されず、鉄道線3000系列の全廃およびデハ70形・デハ80形のカルダン駆動化後は本形式が東急が保有する旅客用車両における唯一の吊り掛け駆動車となった。また、本形式もデハ70形・デハ80形同様に退役まで冷房装置は搭載されず、終始非冷房仕様であった。
世田谷線のバリアフリー推進および運用車両の近代化計画に基いて、1999年（平成11年）より東急の軌道路線向け新造車としては本形式以来35年ぶりとなる新型車両300系の導入が開始された。300系は本形式を含む従来車全車の代替を目的に導入され、また新製に際して台車・駆動装置など一部の機器をデハ70形・デハ80形より転用したため、300系の導入に伴って両形式の淘汰が進行した。ただし、主要機器が原形のままであった本形式は300系への機器供出対象とならず、従来車の運用最終日となった2001年（平成13年）2月10日まで4両全車が在籍・運用された。
運用終了後、デハ153が2001年（平成13年）2月12日付、デハ154が同年2月17日付、デハ152が同年2月24日付で順次除籍され、最後まで車籍が残ったデハ151の同年3月4日付の除籍をもって本形式は全廃となり、世田谷線における在籍車両は300系で統一された。また本形式の全廃をもって、東急が保有する全旅客用車両がステンレス車体のカルダン駆動車、また冷房付きの車両で統一された。
廃車後の本形式は全車とも解体処分され、現存しない。